# 日乃本食産
日乃本食産株式会社(ひのもとしょくさん)は、兵庫県三田市志手原に本社を置く食品メーカーである。主に丹波松茸、丹波栗、丹波黒豆など丹波ブランド農産物の卸しのほか、国産胡麻と本吉野葛を原材料に使った胡麻豆腐、割烹用高級食材、珍味食材などを製造販売する。製造工場として有限会社華扇を持ち、三田見野屋の屋号を使用している。
国産高級材料、地元産の材料にこだわった商品は、高く評価され「接待の手土産セレクション」（ぐるなび主催）で2017年に「焼き栗きんとん」が和菓子部門の特選に選ばれたほか、2016年度にも「純国産胡麻豆腐」が総菜などの部門で、最高賞に当たる「秘書の話題賞」に選ばれている。「焼き栗きんとん」は、地元産である丹波篠山や三田産のクリを使用。甘さを抑え血糖値が上がりにくい麦芽糖を使うなど健康に配慮したほか、焼き方に工夫がなされ、常温でも1ヶ月日持ちするようにした点などが評価された。
近年はハラール食品事業も手がけ、2016年9月にはマレーシア政府の基準に則ったNPO法人日本ハラール協会のハラールキッチン認証を取得し、イスラム教徒への安心な食の提供を行うべくハラール食品製造工場を神戸市立フルーツ・フラワーパーク内に新設、同年12月15日から本格稼働し、約300種類の商品の製造を行う。これは機内食を除くと日本国内初の日本ハラール協会から認証を受けた食品工場であるとともにホテル、旅館向けでは全国唯一のハラル対応工場となり、イスラム教徒の外国人観光客の増加や2020年夏季オリンピック開催に向けハラール対応食品の需要増加に応えるとともに、同食品の製造拡大を通じ、同地域農産物の消費や食を通じた地域活性化への寄与が期待されている。
2017年には兵庫県が地域の特性を生かした事業を行う中小企業の資金調達を支援するための、インターネットで小口投資を募るクラウドファンディング「キラリひょうごプロジェクト（ふるさと投資）」（2014年開始）対象事業者に認定された。

## 概要
当初は丹波産の農産物、特に丹波松茸を扱う会社として発足。丹波産松茸の集荷力では周辺地域では屈指。また、本吉野葛を使用した胡麻豆腐は定評があり、懐石料理向け業務用胡麻豆腐では国内シェアトップ。2010年2月18日には、農工商等連携促進法に基づく農商工等連携事業計画として国の2009年度第3回認定を受け、「丹波産・三田産栗の未利用分を活用する新しい地域ブランド商品の開発・製造・販売」事業として地元JA丹波ささやま、湖梅園など農林漁業者と連携、三田市商工会、ひょうご産業活性化センター、中小機構近畿、新産業創造研究機構などのサポートを得て、これまで未利用であったMサイズ以下の小粒の栗や渋皮を活用した、スイーツの新商品開発や栗パウダー等の新加工食事業を開始した。これにより、農林漁業者は毎年未利用として廃棄されていた栗20.8tの解消による経営改善、収穫時期の軽減が図れ、日乃本食産では5年で5000万円を上回る売上げ増と収益率の向上、地元雇用の改善などに寄与できた。また、見野は三田市観光協会の副会長も務める。
農商工連携事業に関しては、活動の一環として財団法人太平洋人材交流センターの依頼でグアテマラ、エルサルバドル、ニカラグアの商工関係の研修生の視察団との交流を深めるなどの国際的な協力活動に対しても積極的である。
2018年には、インバウンド観光需要取り込みや在住外国人の居住や生活をサポートなど、外国人受け入れ環境整備に貢献する企業の取組みとして、「ハラール対応で食のバリアフリー 宗教・国籍の壁を取り除いた美味しい和食でおもてなし」を行っている点が評価され、第2回「はなやかKANSAI魅力アップアワード～関西インバウンド大賞～」特別賞（テーマ特化項目部門）を受賞した。

### 事業内容
- 丹波松茸、その他雑キノコ卸[2][17]。

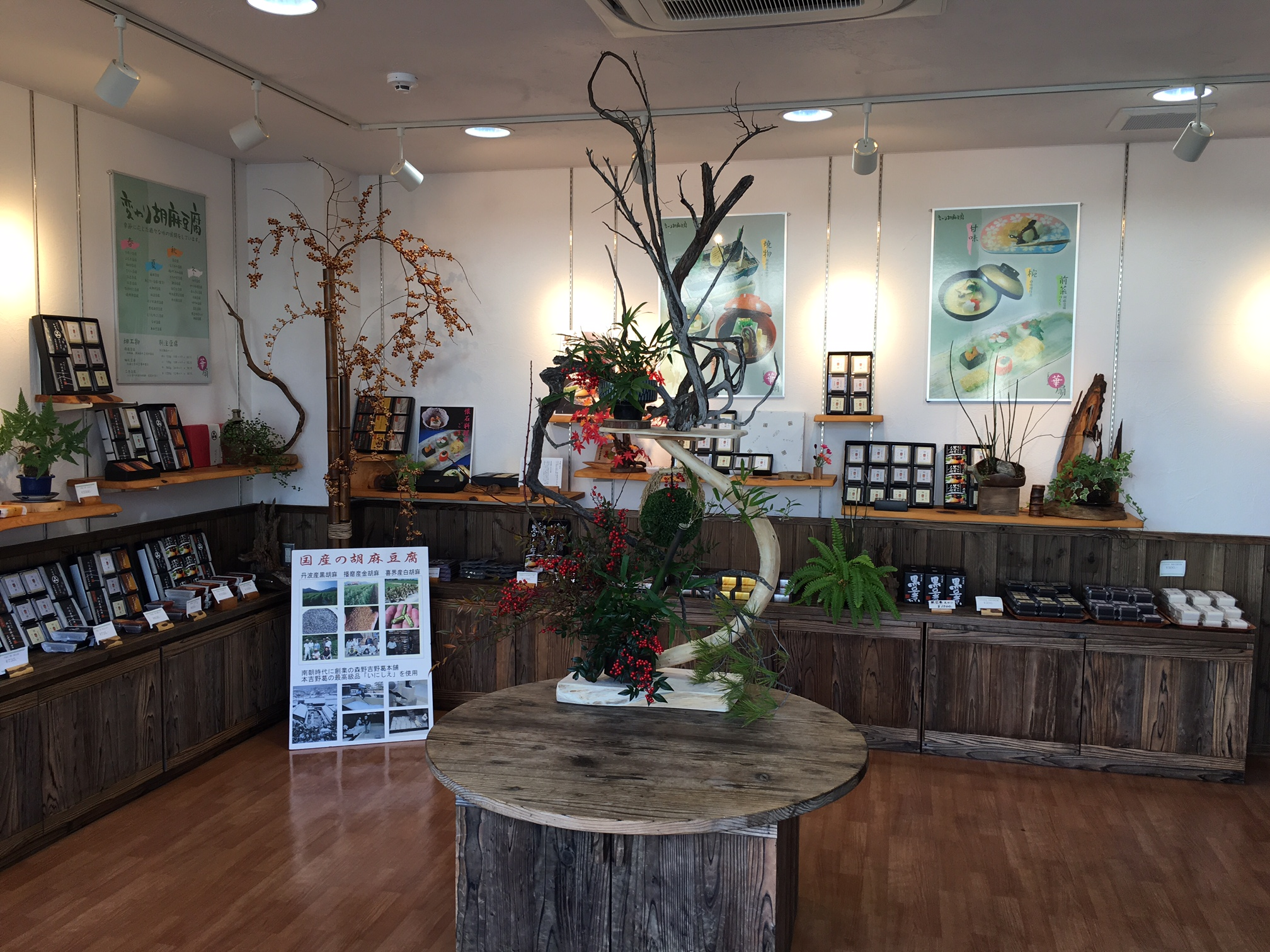
三田見野屋店舗

- その他、丹波産黒豆、丹波栗、丹波山の芋など丹波産農産物の集荷と販売[17]。
- 割烹用高級食材、珍味食材の卸販売[2][17]。
- 地場農産物や国産胡麻と本吉野葛を使った各種胡麻豆腐の製造販売、OEM供給、特産品加工[2][17]。
- ハラール食品の製造販売。

## 沿革
- 1984年（昭和59年）8月 - 兵庫県三田市志手原3番地で丹波松茸卸業、その他食品卸業を創業[2]。
- 1985年（昭和60年）5月 - 兵庫県三田市大原81-1番地に移転、日乃本食産株式会社を設立し法人化[2]。
- 1993年（平成5年）5月 - 兵庫県三田市志手原882番地に新社屋移転[2]。
- 1997年（平成9年）11月 - 製造事業を受け持つ工場として有限会社華扇を設立[2]。
- 2010年（平成22年）2月 - 国の農商工連携事業認定、JA丹波ささやまなどと提携し、丹波篠山栗、北摂三田栗の活用目的で小粒の栗や渋皮を活用した、スイーツの新商品開発や栗パウダー等の新加工食事業を開始[27]。
- 2013年（平成25年） - 兵庫県物産協会「五つ星ひょうご」認定（純生栗きんとん）[28]。
- 2015年（平成27年）10月23日 - 近畿経済産業局の補助金を受け、りそな銀行が大阪市内で主催する関西の中小企業が地域産品の商談会「ふるさと名物応援フェア」に兵庫県の企業では七星ソース、淡路観光開発公社とともに出品[29]。同年、兵庫県物産協会「五つ星ひょうご」認定（大っきな黒豆くず餅）[30]。同年、FSSC22000認証取得[19]。

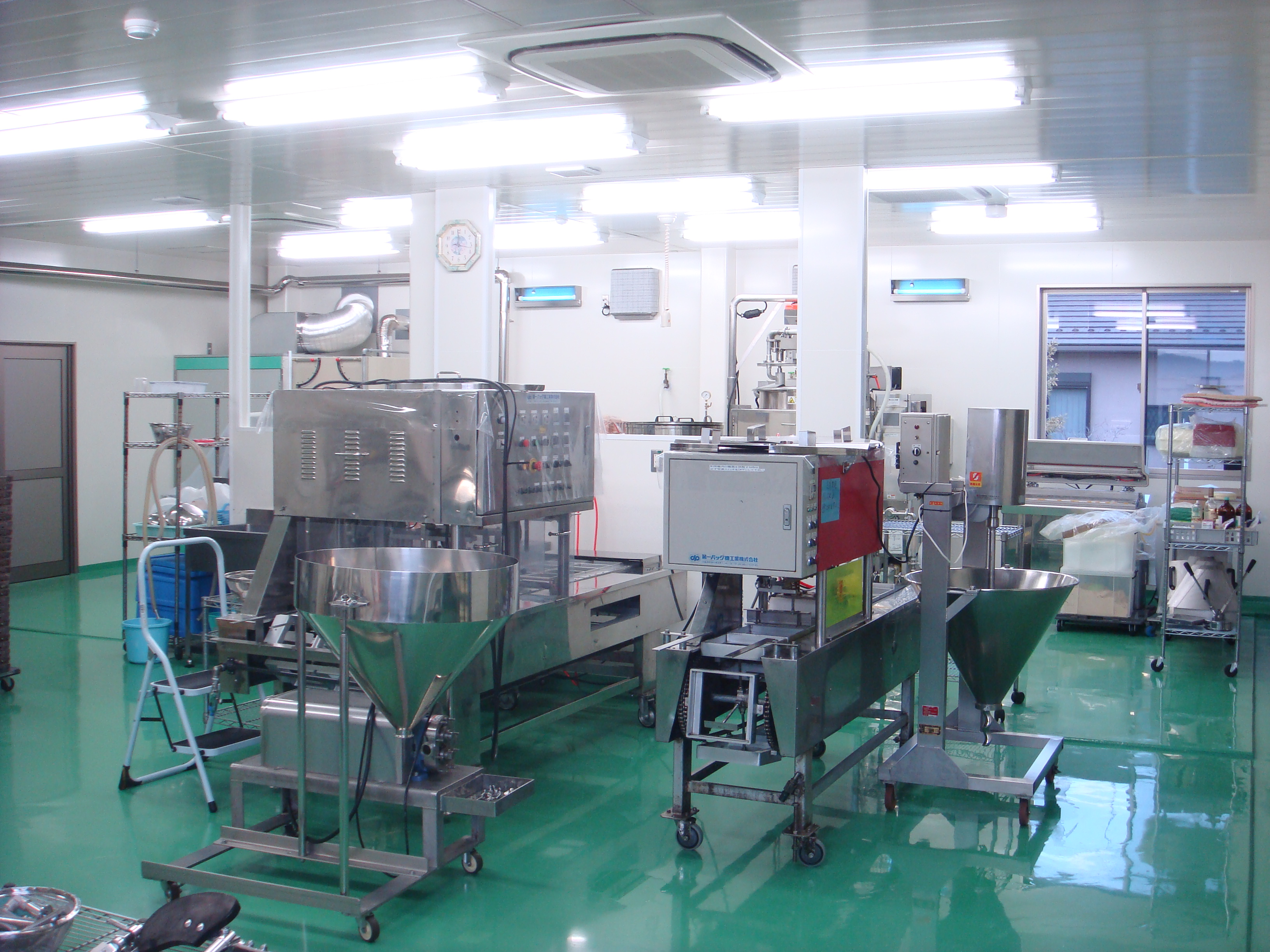
機内食を除くと国内初になるハラールキッチン認証取得を日本ハラール協会よりうけた本社工場。

- 2016年（平成28年）3月 - 同社の純国産胡麻豆腐がぐるなびが運営する、「こちら秘書室」『秘書の話題賞』3品の一つに選定される[31][32]。3月8日、FOODEX JAPAN 2016で3年がかりで開発した世界基準のマレーシア・イスラム開発局(JAKIM)と相互認証のハラール商品を出展[33]。
- 2016年（平成28年）9月30日 - 日本ハラール協会より本社工場が機内食を除くと国内初になるハラールキッチン認証取得をうけ、新たに原材料の下処理と製造施設としてイスラム教徒(ムスリム）へ“安心な食”を提供するハラール対応食品製造工場を神戸市立フルーツフラワーパーク内に1億1千万円を投資し新設。ともにFSSC 22000（英語版）の食品衛生と危機管理を実施している。新工場は延べ床面積は約600m2あり、12月15日より本格稼働。ホテルの朝食、機内食、大学食堂といった新たな販路の開拓を行う[8][9][10][11][12][34]。同事業に関連し、第三者割当増資により、資本金を3,600万円から6,600万円に 増資[35]。
- 2017年（平成29年）2月 - 神戸市北区の新工場が、本格稼働。ホテル、国際線の機内食、大学の食堂などを対象とした、イスラム教徒向けハラール対応食品の販売が本格化。地場産中心の農水畜産物の下処理や加熱調理を行い、本社工場に運び最終工程を行う。これにより、ハラール対応食品の製造能力は従来の2倍となる[13][36]。
- 2017年（平成29年）4月11日 - 「接待の手土産セレクション」（ぐるなび主催）で「焼き栗きんとん」が和菓子部門の特選に選ばれる[4][5][6]。
- 2017年 - 兵庫県が地域の特性を生かした事業を行う中小企業の資金調達を支援するための、インターネットで小口投資を募る「キラリひょうごプロジェクト（ふるさと投資）」対象事業者に認定される。[29][15][16]
- 2018年 - 第2回「はなやかKANSAI魅力アップアワード～関西インバウンド大賞～」で「ハラール対応で食のバリアフリー 宗教・国籍の壁を取り除いた美味しい和食でおもてなし」が評価され、特別賞（テーマ特化項目部門）を受賞[37][20]。

## 取引先

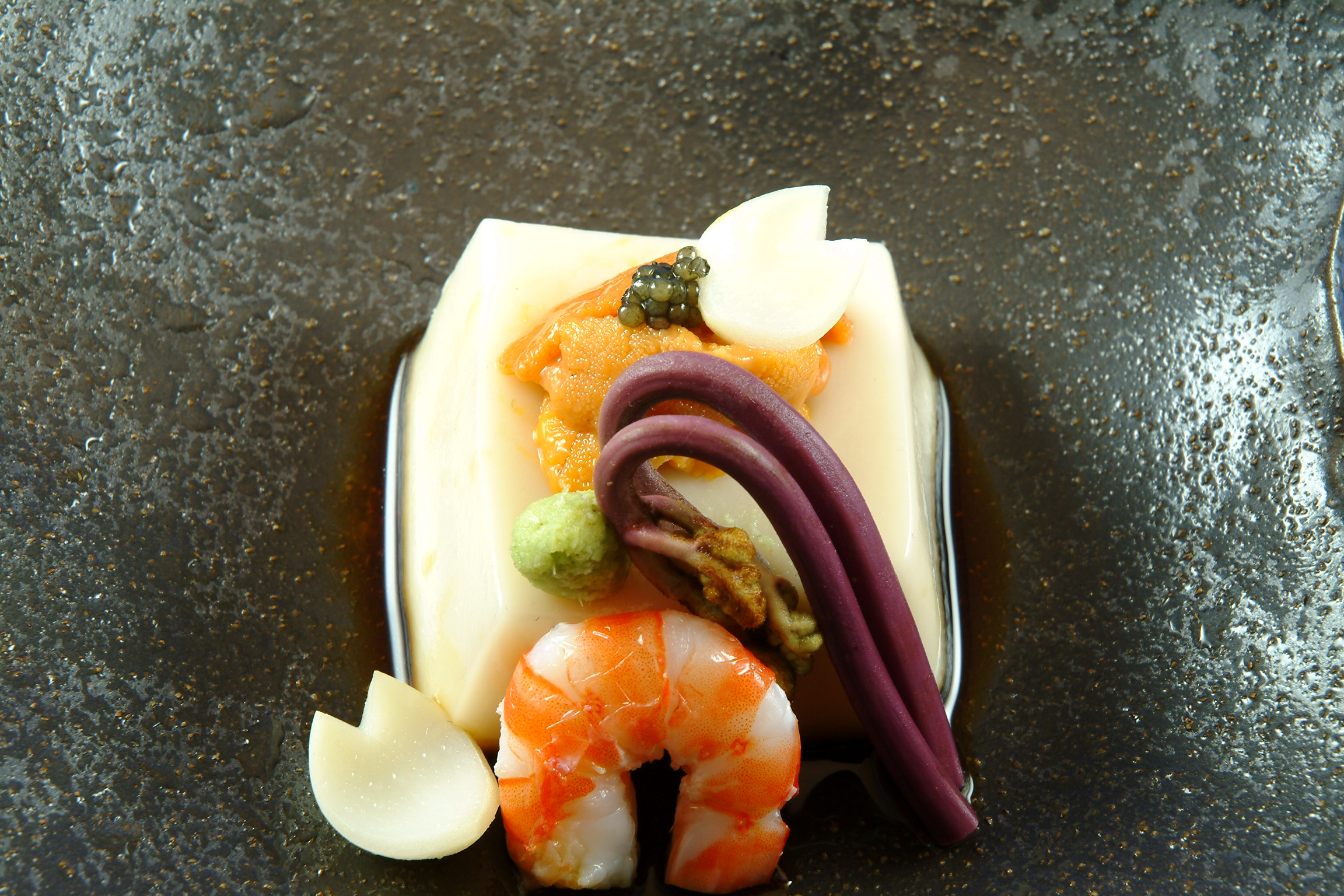
取扱商品の一つ、胡麻豆腐。

### 主要販売先
- 大手ホテル、料理旅館。
- 外食チェーン店
- 農業協同組合
- 百貨店
- 商社、食品卸販売業者
- 卸売り市場
- 通販会社

### 主要仕入れ先
- 三久食品
- ジーエフシー
- 金谷産業
- 農業協同組合および生産組合、契約農家など。

## 関連団体
- 日本食品検定協会（衛生管理）
- 日本油糧検定協会（衛生管理）[1]

## 参考サイト
- 三田市の地域ポータル｜阪神のベッドタウン三田 - 日乃本食産
- ぐるなび こちら秘書室公認「接待の手土産 2016」『特選』30品『秘書の話題賞』3品を発表
- 経済産業省 近畿経済産業局 - 「新たなビジネスモデルは農商工連携から」～認定事業者から学ぶ農商工連携～日乃本食産株式会社（兵庫県三田市）テーマ名：丹波産・三田産栗の未利用分を活用する新しい地域ブランド商品の開発・製造・販売 (PDF形式:745KB)
- はなやかKANSAI魅力アップ事例集 事例集（6月19日時点） (PDF形式:5.2MB)30P
- 日乃本食産 (株) HALAL工場 取材 - 関西ムスリムインバウンド推進協議会 2017年1月29日（YouTube）
- 神戸新聞NEXT - 中小企業のネット資金調達支援「キラリひょうご」県が7社選定
- キラリひょうごプロジェクト公式サイト